# Paule Baudouin
Paule Baudouin (* 25. Oktober 1984 in Saint-Denis, Frankreich) ist eine ehemalige französische Handballspielerin. Sie lief für die französische Nationalmannschaft auf.

## Karriere
Paule Baudouin spielte ab dem Jahr 1998 beim französischen Verein CA Boissy. Ein Jahr später schloss sich die Außenspielerin US Ivry HB an. Ab 2003 stand Baudouin beim französischen Erstligisten Le Havre AC Handball unter Vertrag, mit dem sie 2006 den französischen Pokal gewann. Nachdem die Rechtshänderin ab 2008 für Issy-les-Moulineaux aufgelaufen war, wechselte sie zwei Jahre später zum dänischen Erstligisten Team Esbjerg. In der Saison 2010/11 stand Baudouin beim französischen Erstligisten Union Mios Biganos-Bègles unter Vertrag, mit dem sie den EHF Challenge Cup gewann. In der darauffolgenden Spielzeit lief sie wieder für Le Havre AC Handball auf, mit dem sie ebenfalls den EHF Challenge Cup gewann.
Baudouin wechselte 2012 zum französischen Spitzenverein Metz Handball. Mit Metz gewann sie 2013 und 2014 die französische Meisterschaft, 2013 den französischen Pokal sowie 2014 den französischen Ligapokal. Im Oktober 2015 wurde Baudouin vom deutschen Bundesligisten SG BBM Bietigheim verpflichtet. Ab der Saison 2016/17 stand sie beim französischen Erstligisten CJF Fleury Loiret Handball unter Vertrag. Im Juli 2018 schloss sie sich dem französischen Verein Nantes Loire Atlantique Handball an. Nach zwei Spielzeiten bei Nantes Loire Atlantique Handball beendete sie im Jahr 2020 ihre Karriere.
Paule Baudouin gab am 4. April 2004 ihr Debüt für die französische Nationalmannschaft. Mit der französischen Équipe nahm sie 2008 und 2012 an den Olympischen Spielen teil. Ihre größten Erfolge mit der französischen Auswahl waren der Gewinn der Bronzemedaille bei der Europameisterschaft 2006 sowie der Gewinn der Silbermedaillen bei der Weltmeisterschaft 2009 und der Weltmeisterschaft 2011.
Baudouin ist seit dem Jahr 2020 beim französischen Verein Noisy-le-Grand Handball als Jugendtrainerin tätig.